# Ematurga transaplinaria
Ematurga transaplinaria là một loài bướm đêm trong họ Geometridae.